# Coelogyne veitchii
Coelogyne veitchii é uma espécie de orquídea epífita, família Orchidaceae, originária da Nova Guiné e Ilhas Salomão.